# ГЕС Бхівпурі
ГЕС Бхівпурі – гідроелектростанція в центральній частині Індії у штаті Махараштра. Працює на ресурсі з річки Індраяні, правої притоки Бхіми, яка своєю чергою є лівою притокою Крішни.
В роботі станції Бхівпурі використовується деривація між басейнами Бенгальської затоки та Аравійського моря (відповідно східне та західне узбережжя півострова Індостан). Уздовж берега Махараштри в меридіональному напрямку тягнеться гірська система Західних Гатів, похилий східний схил якої зокрема дренується річками басейну Крішни. В той же час, неподалік, за водорозділом, починається стрімкий уклін в бік Аравійського моря, що дозволяє легко створити дериваційну схему з великим напором.
В межах проєкту у 1922 році лівий виток Індраяні перекрили греблею Thokarwadi. Вона належить до гравітаційного типу, має висоту 59 метрів, довжину 741 метр та потребувала 212 тис м3 матеріалу. Після сильного землетрусу середини 1990-х років у Махараштрі почали підсилювати гідротехнічні споруди, в тому числі греблю Thokarwadi доповнили дев’ятьма контрфорсами. Споруда утримує сховище з площею поверхні 24,3 км2 та об’ємом 364 млн м3 (корисний об’єм 321 млн м3), в якому можливе коливання рівня поверхні в операційному режимі між позначками 649 та 666 метрів НРМ.
Головний дериваційний тунель завдовжки понад 2,5 км проходить під водороздільним хребтом та на західному схилі продовжується напірним водоводом завдовжки 1,2 км та діаметром 2,9 метра. Первісно основне обладнання станції, введеної в експлуатацію у 1922-1923 роках, становили шість гідроагрегатів потужністю по 8 МВт, які в 1957-1961 підсилили до 12 МВт кожен. А в 1999-му це обладнання замінили на три турбіни типу Пелтон три потужністю по 24 МВт, що при напорі у 509 метрів забезпечують виробництво 339 млн кВт-год електроенергії на рік. 
Продукція видається до мережі через ЛЕП, розраховану на роботу під напругою 110 кВ.
Відпрацьована вода потрапляє у нижній балансуючий резервуар, від греблі якого прокладений водовід завдовжки 0,6 км до міні-ГЕС, спорудженої в 1925 році та обладнаної двома турбінами по 1,5 МВт.
Після неї вода потрапляє у струмок, який невдовзі впадає праворуч до річки Пег, котра своєю чергою є правою притокою річки Улгас (вливається до Аравійського моря через естуарій Васаї-Крік, який формує північну та північно-східну сторони острова Салсетте, де розташоване найбільше місто країни Мумбаї).
Можливо відзначити, що станція Бхівпурі не єдина у Махараштрі, яка використовує деривацію між басейнами Бенгальської затоки та Аравійського моря — за подібною схемою працюють й інші ГЕС, наприклад, Койна, Бхіра, Khopoli (остання, до речі, використовує ресурс із центрального та правого витоків Індраяні).